# Raffinerie de Dunkerque
De Raffinerie de Dunkerque is een voormalige aardolieraffinaderij te Fort-Mardijk bij Duinkerke.

## Geschiedenis
Reeds in 1891 werd melding gemaakt van een -zij het primitieve- aardolieraffinaderij te Duinkerke. De Raffinerie de Dunkerque bestaat sinds 1932 en was in handen van het Belgische bedrijf Fina. Deze raffinaderij werd verwoest tijdens de Tweede Wereldoorlog. In 1950 werd de raffinaderij herbouwd, nu door British Petroleum. Sedert 2001 kwam hij in beheer van de Société de la Raffinerie de Dunkerque. De raffinaderij was aanvankelijk gespecialiseerd in smeeroliën, bitumen en paraffine. Toen echter in 1974 de Raffinerie des Flandres (van Total) in gebruik werd genomen schakelde men in 1981 om op de productie van uitsluitend smeeroliën.
In 2010 kwamen alle aandelen aan de Franse firma Colas en deze zette de raffinaderij te koop. Er kwam echter geen koper en in 2017 werd hij gesloten.